# Liiva neem
Liiva neem eller Liiva pank är en udde på Ösel i Estland. Den ligger i Ösels kommun och landskapet Saaremaa (Ösel), 170 km sydväst om huvudstaden Tallinn. Den ligger utmed Ösels norra kust mot Östersjön i den del som före kommunreformen 2017 tillhörde Mustjala kommun. Närmaste by är Liivaranna och udden ligger i bukten mellan Panga poolsaar och Pammana poolsaar.